# Tulcán
Tulcán är en provinshuvudstad i Ecuador.   Den ligger i provinsen Carchi, i den norra delen av landet, 150 km nordost om huvudstaden Quito. Tulcán ligger 2 962 meter över havet och antalet invånare är 86 498.
Terrängen runt Tulcán är huvudsakligen kuperad, men den allra närmaste omgivningen är platt. Runt Tulcán är det ganska tätbefolkat, med 62 invånare per kvadratkilometer. Det finns inga andra samhällen i närheten. Trakten runt Tulcán består i huvudsak av gräsmarker.